# Casabona (Italie)
Pour les articles homonymes, voir Casabona.
Casabona est une commune de la province de Crotone dans la région Calabre en Italie.

## Administration
| Période                                  | Période | Identité | Étiquette | Qualité |
| ---------------------------------------- | ------- | -------- | --------- | ------- |
|                                          |         |          |           |         |
| Les données manquantes sont à compléter. |         |          |           |         |

### Hameaux
Zinga

### Communes limitrophes
Belvedere di Spinello, Castelsilano, Melissa), Pallagorio, Rocca di Neto, San Nicola dell'Alto, Strongoli, Verzino